# Mulan (Disney)
Pour les articles homonymes, voir Mulan (homonymie).
Fa Mulan, ou simplement Mulan, est un personnage de fiction qui est apparu pour la première fois dans le long métrage d'animation Mulan, en 1998.
Le personnage est aussi central dans la suite du film sortie directement en vidéo : Mulan 2 : La Mission de l'Empereur. Elle fait partie de la franchise Disney Princess.
Mulan apparaîtra ensuite en 2020 dans Mulan, l’adaptation du film de 1998 en live-action réalisée par Niki Caro, mais elle y est renommée Hua Mulan comme dans la légende d'origine. L’actrice sino-américaine Liu Yifei interprète le rôle principal.

## Description
Le caractère du personnage de Mulan est différent des classiques Disney, et notamment de celui des princesses. Elle se présente comme une jeune fille brave et déterminée, qui montre peu d'intérêt aux histoires d'amour. Elle va aussi à l'encontre des archétypes des jeunes filles chinoises de l'époque qui doivent être calmes, réservées, polies, obéissantes et silencieuses. Au lieu de cela, elle est indépendante, très maladroite, dégourdie, et franche. Si au début du premier film, elle est encore peu sûre d'elle et regrette de déshonorer sa famille, avec le temps elle gagne de la confiance en elle en même temps qu'elle aide à sauver la Chine.
Son courage, sa détermination et son ingéniosité l'aideront dans ces aventures à gagner le respect des autres.

### L'apparence
Mulan est une belle fille aux longs cheveux noirs avec une petite mèche descendant jusqu'à entre ses deux yeux et elle est aussi assez joufflue. De plus elle est de taille moyenne, assez maigre, une petite poitrine, des yeux marron et d'épais sourcils.
Dans le premier film, elle porte un pyjama court le matin et se change pour porter une robe jaune pâle et un gilet vert avec un corselet violet et une ceinture de tissu rouge. Lorsqu'elle est préparée pour être présentée à la marieuse, elle est vêtue d'une robe crème, rouge et rose toujours associée à un corselet bleu et à un obi rouge. Elle est ensuite maquillée comme une maiko (teint blanc et lèvres rouges) et sa grand-mère lui confie un collier de perles de jade.
Dans la scène où elle décide de prendre la place de son père au combat, elle coupe ses longs cheveux noirs et endosse l'armure chinoise avec une épée à la ceinture. Elle porte ensuite une tenue d'entrainement aux arts martiaux. Durant la chanson Comme un Homme elle a brièvement un œil au beurre noir (ce qui en fait la seule héroïne Disney a en avoir eu un).
Dans le deuxième film, lors de son mariage avec Shang, elle porte une robe rose et un gilet rouge.

## Interprètes
- Voix originales : Ming-Na Wen (voix), Lea Salonga (chant)
- Voix allemandes : 1er film : Cosma Shiva Hagen (voix), Caroline Vasicek (chant); 2e film : Dascha Lehmann (voix), Heike Gentsch (chant)
- Voix arabe : Jacqueline Rafik
- Voix brésilienne : Kacau Gomes
- Voix bulgares : Elena Saraivanova/Елена Саръиванова (voix), Yordanka Ilova/Йорданка Илова (chant)
- Voix cantonaise (Hong-Kong) : Kelly Chen
- Voix chinoise (Mandarin/Taiwan) : Coco Lee
- Voix chinoise (Putonghua/Mailand China) : Xu Qing
- Voix coréenne : So-jung Lee
- Voix danoise : Pernille Højgaard
- Voix espagnole d'Espagne : Eva Díez et María Caneda
- Voix finnoise : Heidi Kyrö
- Voix flamande : Karina Mertens
- Voix françaises : Valérie Karsenti (voix), Marie Galey (chant)
- Voix grecque : 1er film : Sofia Kapsabeli  (voix), Despina Vandi (chant)  2e film : Maria Zervou (voix), Marlain (chant)
- Voix hébraïque : Rinat Gabay
- Voix hollandaise : Linda Wagenmakers
- Voix hongroise : Csilla Auth
- Voix islandaise : Valgerður Guðnadóttir
- Voix italiennes : 1er film : Marianna Cataldi; 2e film : Laura Lenghi (voix), Rossella Ruini (chant)
- Voix japonaises : Mayumi Suzuki (voix), Itou Eri (chant)
- Voix espagnole latino-américaine : Maggie Vera et Analy (chant)
- Voix norvégiennes : 1er film : Jannike Kruse (voix), Sissel Heibek (chant); 2e film : Jannike Kruse
- Voix polonaises : Jolanta Fraszyńska (voix), Katarzyna Pysiak (chant)
- Voix portugaises : Carla de Sá (voix), Anabela Pires (chant)
- Voix québécoises : 1er film : Céline Furi (voix), Martine Chevrier (chant); 2e film : Kim Jalabert (voix), Martine Chevrier (chant)
- Voix roumaine : Adina Lucaciu
- Voix russe : Saule Iskakova
- Voix slovaque : Daniela Kopálová
- Voix suédoise : Divina Sarkany
- Voix tchèque : Jana Mařasová
- Voix thaïlandaise : Naruemon Chiwangkun
- Voix turque : Tuğba Önal (chant)
- Voix ukrainienne : Inna Belikova (seulement le deuxième film Mulan 2 : La Mission de l'Empereur a été doublé en cette langue)

Il existe également une version hindoue, dont le nom de l'actrice/chanteuse est inconnu.

## Chansons interprétées par Mulan
- Honneur à tous ou Pour notre honneur à tous au Québec (Honor to Us All)
- Réflexion ou Reflet au Québec (Reflection)
- Une belle fille à aimer ou La Fille de nos rêves au Québec (A Girl Worth Fighting for)
- Première leçon (Lesson Number One)

## Adaptation et réutilisation
Depuis 2012, Mulan est un personnage récurrent de la série télévisée Once Upon a Time, une production ABC Studios filiale télévisée de Disney. Dans la série, elle est interprétée par Jamie Chung.
Mulan est citée dans le téléfilm Descendants, sorti en 2015. Dans ce téléfilm, qui met en scène les enfants de plusieurs héros et méchants de l'univers Disney, on apprend que Mulan et Shang ont eu une fille, Lonnie interprétée par Dianne Doan.